# AX Волос Вероники
AX Волос Вероники (лат. AX Comae Berenices) — одиночная переменная звезда* в созвездии Волос Вероники на расстоянии приблизительно 19015 световых лет (около 5830 парсек) от Солнца. Видимая звёздная величина звезды — от +17,1m до +14,9m.

## Характеристики
AX Волос Вероники — жёлто-белая пульсирующая переменная звезда типа RR Лиры (RRAB) спектрального класса F. Эффективная температура — около 6175 K.